# Francisco Núñez de Cepeda

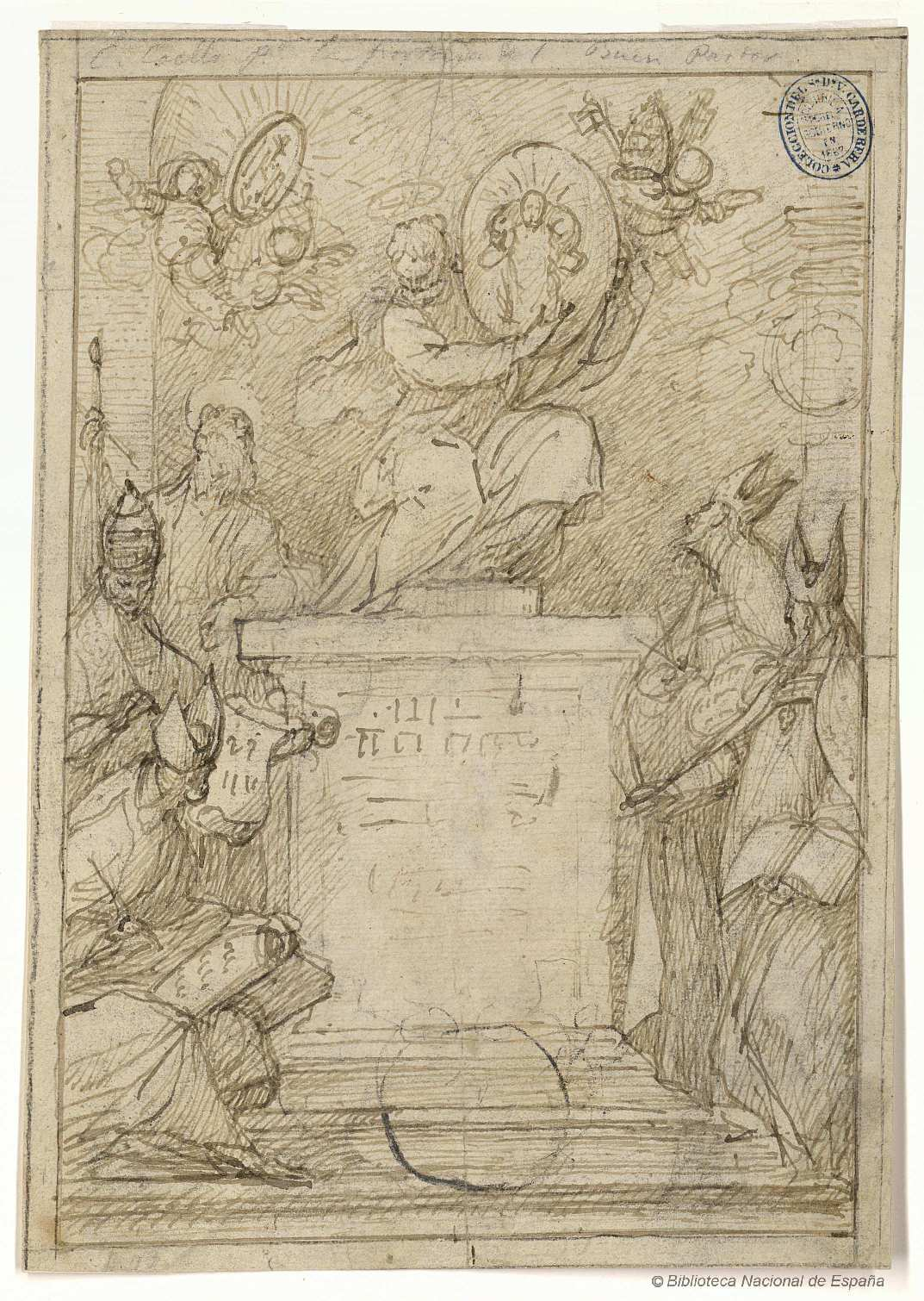
Claudio Coello: dibujo a pluma y tinta parda para la portada de Idea de el Buen Pastor..., Madrid, Biblioteca Nacional de España.

Francisco Núñez de Cepeda (Toledo, 1616-1690) fue un religioso jesuita y escritor español.

## Biografía
Fue profesor de Humanidades, prefecto de Estudios y, durante quince años, misionero, pero estuvo más que en ninguna parte en Madrid cercano a la Corte, ya que pronunció la oración fúnebre del Príncipe Baltasar Carlos.
Escribió un contrafactum a lo divino de la Idea de un príncipe cristiano de Diego de Saavedra Fajardo bajo el título de Idea del Buen Pastor (Lyon, 1682). Su intención era dirigir esta colección de 40 emblemas al buen gobierno de un príncipe eclesiástico. Cada uno consta de una imagen grabada por calcografía y un largo comentario; al final el autor se disculpa por no haber podido imprimir "más que tenía", lo que solucionó en una tercera edición (Lyon, 1587). Está dedicada al Cardenal Portocarrero, primado y arzobispo de Toledo. La portada es un diseño del propio autor, dibujado por Claudio Coello y grabado por François Houat. Las empresas, sin embargo, fueron grabadas al buril por Mathieu Augier.

## Obras
- Idea del Buen pastor, copiada por los Santos Doctores, representada en Empressas Sacras; con avisos espirituales, morales, políticos, y económicos para el Govierno de un príncipe Eclesiástico..., Lyon: Anisson y Posuel, 1682; la 2.ª ed. (Valencia, 1685), suma un índice analítico: la 3.ª (Lyon, 1687, reimpresa en 1688) intercala diez empresas más y debe considerarse la definitiva. Todavía hubo una traducción al italiano y tuvo una impresión más decimonónica en el volumen XXV de la Biblioteca de Autores Españoles. También hay una moderna de García Mahíques.
- Resumpta historial de España, desde el diluuio hasta el año de 1642 compuesta por... Francisco de Cepeda... aora añadida por don Luis de Cepeda y Carvajal... hasta el año de 1652..., Madrid: Diego Díaz de la Carrera..., 1654.